# Bahnhof Cremona
Der Bahnhof Cremona ist der Bahnhof der norditalienischen Stadt Cremona. Er wird von der staatlichen Rete Ferroviaria Italiana betrieben.
Der Bahnhof befindet sich nördlich der Altstadt und ist Ausgangspunkt der Bahnstrecken Pavia–Cremona, Treviglio–Cremona, Brescia–Cremona, Cremona–Mantua, Cremona–Fidenza und Piacenza–Cremona.
Der Bahnhof war ein wichtiger Knotenpunkt des städtischen Straßenbahnnetzes (1916–1940) und später des Obusnetzes (1940–2002).

## Verkehr
| Linie | Verlauf |
| ----- | --- |
| RE 11 | Milano Centrale – Milano Lambrate – Milano Rogoredo – Lodi – Codogno – Ponte d’Adda – Cremona – Piadena – Mantova                                                                    |
| R 5   | Brescia – San Zeno-Folzano – Bagnolo Mella – Manerbio – Verolanuova – Robecco-Pontevico – Olmeneta – Cremona                                                                         |
| R 6   | Treviglio – Caravaggio – Capralba – Casaletto Vaprio – Crema – Madignano – Castelleone – Soresina – Casalbuttano – Olmeneta – Cremona                                                |
| R 39  | Codogno – Maleo – Pizzighettone – Ponte d’Adda – Acquanegra Cremonese – Cava Tigozzi – Cremona                                                                                       |
| R 40  | Cremona – Villetta Malagnino – Gazzo-Pieve San Giacomo – Torre de’ Picenardi – Piadena – Bozzolo – Marcaria – San Michele in Bosco – Ospedaletto Mantovano – Castellucchio – Mantova |